# Leotia
Leotia Pers., Synopsis Methodica Fungorum (Göttingen) (1794), è un genere di funghi ascomiceti.  Ad esso appartengono funghi di piccola taglia, con gambo cilindrico, ben separato da una capocchia simile a quella di un chiodo, leggermente ondulata, gelatinosa, di tonalità giallastre e verdastre.
Queste specie crescono prevalentemente in suoli argillosi e non hanno interesse alimentare.

## Specie di Leotia
La specie tipo è Leotia lubrica (Scop.) Pers. (1797), altre specie del genere sono:
- Leotia affinis Velen. (1934)
- Leotia albiceps (Peck) Mains (1956)
- Leotia amara (Lour.) Fr.
- Leotia aquatica Lib.
- Leotia atra Weinm. (1856)
- Leotia atrocyanea Velen. (1934)
- Leotia aurantipes (S. Imai) F.L. Tai (1944)
- Leotia batailleana Bres.
- Leotia brunneola Berk. & Broome
- Leotia bulliardii Pers.
- Leotia castanea Teng (1932)
- Leotia chlorocephala Schwein. (1822)
- Leotia clavus Pers.
- Leotia conica Pers.
- Leotia cyanescens Velen. (1934)
- Leotia elegans Berk.
- Leotia elegantula Kalchbr.
- Leotia exigua Schwein. (1822)
- Leotia geoglossoides Corda
- Leotia gracilis Pers.
- Leotia gyromitraeformis Bánhegyi (1939)
- Leotia helvelloidea (Corda) Sacc. (1910)
- Leotia himalayensis Y. Otani (1982)
- Leotia inflata Schwein.
- Leotia infundibuliformis (Schaeff.) Fr. (1818)
- Leotia japonica Yasuda
- Leotia kunmingensis F.L. Tai (1944)
- Leotia laricina Pers.
- Leotia ludwigii Pers.
- Leotia marcida Pers. (1797)
- Leotia mitrula Alb. & Schwein.
- Leotia nana (With.) Fr. (1822)
- Leotia nigra S. Ito & S. Imai (1932)
- Leotia ochroleuca Cooke & J.M. Hook
- Leotia odorata Velen. (1934)
- Leotia persoonii (Corda) Sacc.
- Leotia platypoda (DC.) Fr.
- Leotia portentosa (S. Imai & Minakata) F.L. Tai (1944)
- Leotia punctipes Peck
- Leotia pusilla Nees (1817)
- Leotia queletii Cooke
- Leotia rufa Rostr. (1888)
- Leotia rutilans (S. Imai & Minakata) S. Imai (1941)
- Leotia stipitata Hongo & Izawa (1994)
- Leotia tricolor Erler{?} & Benedix (1955)
- Leotia tuberculata Fr.
- Leotia unctuosa (Batsch) Fr.
- Leotia viridis Fuckel
- Leotia viscosa Fr. (1822)